# Luise Algenstaedt
Luise Auguste Johanna Marie Algenstaedt, írói álneve: Ludwig Annshagen és Luise Annshagen (Wattmannshagen, ma Lalendorf része, 1861. május 8. – Güstrow, 1947. május 26.) német írónő, protestáns diakonissza.

## Élete
Heinrich Johann Hermann Algenstaedt lelkész (1808–1891) és Dora Friederike Luise Marie Hofe (1827–1897) tizedik, legkisebb gyermeke volt. Testvéreitől eltérően nem járt állami iskolába, előbb apja, később idősebb nővérei tanították. 17 évesen intenzív zenei tanulmányokba kezdett a Berlinben, Theodor Kullak iskolájában. Szülei kérésére, akik túl fiatalnak tartották ahhoz, hogy zenetanár legyen, háztartási tanulmányokba kezdett egy mecklenburgi birtokon.
25 éves korában, 1886-tól a Rostock melletti Reinshagenben (ma Lalendorf része) legidősebb testvére plébániáját kilenc éven át, ebben az időben kezdett az irodalommal foglalkozni, s ekkor publikálta első alkotásait. Ezután zenetanár lett, de mivel ebből nem tudott megélni, 1896-ban úgy döntött, hogy más pályába kezd. Észak-Németországban orvosi tanulmányokat végzett, kórházakban szerzett ápolói gyakorlatot. 1899-ben Teterowban lett diakonissza. Rostockba költözött nővéréhez, Elisabeth-hez. 1906 és 1910 közt Rostock Gehlsdorf nevű városrészében éltek. Ezután 1933-ig Ribnitz-Damgartenben élt, ahol ismét testvére, Friedrich háztartását vezette, egész annak haláláig. Mivel megtakarításai az 1920-as évek végén az infláció miatt elvesztek, eladta a bátyjától örökölt ribnitzi házat, s visszaköltözött nővéréhez Rostockba. Itt érte őket a nemzetiszocializmus térnyerése s a holokauszt. A zsidók üldözése összeegyeztethetetlen volt keresztény világképükkel. A két nővér túlélte a háborús evakuálást Güstrowba, de 1945-ben, amikor Rostockot megszállták a szovjet csapatok, el kellett hagyniuk lakásukat s benne minden ingóságukat. Ettől kezdve életkörülményeik jelentősen romlottak. Wattmannshagenben temették el.

## Munkássága
A 20. század elejének népszerű szerzője volt. Eleinte folyóiratok közölték verseit és novelláit. 1902-ben jelent meg első, Quellsucher című regénye. Munkái számos önéletrajzi elemet tartalmaznak fiatal éveiről, saját családjáról, amelyben a fiúk tanulhattak, a lányoknak pedig náluk sokkal kevesebb lehetőségük volt karrierjük építésére. Ez a motívum már 1894-ben megjelent Weibliche Schranken című írásában is megjelenik, de igazán az 1909-es Von Amts wegen című regényben ír erről. E művében, amelyben serdülőkoráról mesél, bemutatja, hogy hatottak rá (azaz a Ruth nevű főszereplőre) fiútestvéreinek követelései és a vidéki közösség hagyományosan férfiközpontú világa. Ruth érzékeli a különbséget a férfiak és a nők világa közt, látja előre meghatározott női szerepét, amelyet csak saját kívánságainak, vágyainak feladásával tud betölteni.
Algenstaedt irodalmi munkássága kora többi nőírójához képest igen különböző. Bemutatja a nők önmegvalósítás iránti igényét, a teljes értékű munka (azaz nem a klasszikus háztartásbeli) keresését. Történeteiben világossá teszi a nők korlátozott lehetőségeit a 19. század–20. század fordulóján, atekintetben, hogy az életben szakmai függetlenséggel és társadalmi elismertséggel érvényesüljenek. Regényeinek női karakterei sokszor vagy kudarcot vallanak, vagy lassan alkalmazkodnak családjuk és a társadalom elvárásaihoz.
Frei zum Dienst! Eine Diakonissengeschichte (1903) című regénye komoly sikert aratott, számos kiadást ért meg, s holland nyelven is megjelent. Ez a szintén önéletrajzi ihletésű mű komoly vitákat váltott ki a kórházi műtétekben segédkező diakonisszákkal kapcsolatban. Kiadója tanácsára a mű első kiadása férfi álnév alatt jelent meg, de ezt a döntést az írónő hamar megbánta, s 1905-től a további kiadások már saját neve alatt jelentek meg. Szintén 1905-ben jelent meg Skizzen aus dem Schwesternleben című kötete. Ezután a vidéki környezetet és a mecklenburgi életet dolgozta fel novelláiban és rövidebb írásaiban. Korában szokatlan módon toleránsan, sok tudással írt a keresztény és a zsidó életről is, erre példák Allzeit Fremde (1905), Ums Land der Väter és Die große Sehnsucht (Jüdische Novellen, 1910) című kötetei.
Irodalmi munkássága sokfélesége és sikere ellenére egész életében nagyon szerény körülmények közt élt, nagyon kevés vagyonnal rendelkezett. Legfiatalabb gyermekként többször is családja szolgálatába állt, szüleit gondozta, bátyja háztartásában segített. Sosem sikerült gazdaságilag függetlenné válnia. Az 1916-os háborús évben a Schiller Alapítványhoz fordult támogatásért, mivel éves jövedelme mindössze 850 márka volt. Az alapítvány hozzájárult segélyezéséhez, s a következő években összesen 2700 márkával támogatta.
Magyarul egyetlen novellája jelent meg 1910-ben Kevesen múlt címmel, a Luther-társaság kiadásában.

## Munkái
- Weibliche Schranken, 1894
- Quellsucher.  Bahn, Schwerin, 1902
- Frei zum Dienst! Eine Diakonissengeschichte. Bredt, Lipcse, 1903
- Kraut und Unkraut vom Heimatboden.   Bahn, Schwerin, 1904
- Was die Erde gab.  Janke, Berlin, 1904
- Allzeit Fremde. Baahn, Schwerin, 1905
- Der Reisepaß. Eine Hofgeschichte. Um die Ehre. Turm-Verlag, Lipcse, 1905
- Skizzen aus dem Schwesternleben.  Schwerin, 1905
- Unsere Art. Bilder vom Mecklenburger Land und Strand. Amelang, Lipcse, 1907
- Von Amts wegen. Wismar, 1909
- Die große Sehnsucht. Jüdische Novelle. Grunow, Lipcse, 1910
- Frau Rübezahl und andere Novellen. Reclam, Lipcse, 1910
- Der steinerne Fluch. Wem die Ehre? 2 Erzählungen. Bahn, Schwerin, 1910
- Ums Land der Väter. Runge, Berli,n 1912
- Batseba: Ein Drama. Leopold Lehmann, 1920

## Külső hivatkozások
- Antológia, benne Géra Eleonóra bejrúti diakonisszákról szóló tanulmánya, a Frei zum Dienst rövid értékelésével
- Algenstaedtről szóló, illetve általa írt munkák a Deutsche Nationalbibliothekben
- Algenstaedtről szóló munkák a Landesbibliographie MV-ben
- A Frei zum Dienst! Eine Diakonissengeschichte online változata
- Az Unsere Art. Bilder vom Mecklenburger Land und Strand online változata

## Fordítás
- Ez a szócikk részben vagy egészben  a   Luise Algenstaedt című német Wikipédia-szócikk ezen változatának fordításán alapul.  Az eredeti cikk szerkesztőit annak laptörténete sorolja fel. Ez a jelzés csupán a megfogalmazás eredetét és a szerzői jogokat jelzi, nem szolgál a cikkben szereplő információk forrásmegjelöléseként.